# إلياس هافيل
إلياس هافيل (بالألمانية: Elias Havel) هو لاعب كرة قدم نمساوي، ولد في 16 أبريل 2003.

## وصلات خارجية
- إلياس هافيل على موقع الاتحاد الأوربي (الإنجليزية)
- إلياس هافيل على موقع قاعدة بيانات كرة القدم.إي يو (الإنجليزية)
- إلياس هافيل على موقع Soccerway.com (الإنجليزية)
- إلياس هافيل على موقع عالم كرة القدم.نت (الإنجليزية)